# Oberfeld (Lindlar)
Oberfeld ist ein Ort in der Gemeinde Lindlar, Oberbergischen Kreis im Regierungsbezirk Köln in Nordrhein-Westfalen (Deutschland). 

## Lage und Beschreibung
Oberfeld liegt nördlich von Lindlar an der Landstraße L284 zwischen Wipperfürth-Niedergaul und Hartegasse im Tal des Baches Breun. Nachbarorte sind Unterfeld, Roderwiese, Stelberg und Müllerhof.

## Geschichte
1470 wurde Feld das erste Mal in einem Güterverzeichnis des Amtes Steinbach mit der Ortsbezeichnung "Velde" erwähnt. Die Karte Topographia Ducatus Montani aus dem Jahre 1715 benennt zwei in Nachbarschaft gelegene Höfe mit „Feld“ und markiert sie als „Freyhof“. In der Karte Topographische Aufnahme der Rheinlande von 1825 werden die Höfe auf getrennten Hofräumen gezeigt und mit Unterfeld und Oberfeld benannt. Oberfeld zeigt auf dieser Karte vier einzelne Gebäudegrundrisse.

## Sehenswürdigkeiten
- zweigeschossiger Fachwerkbau (18. Jahrhundert)
- Gehöft, teils Bruchsteinbau, teils Fachwerkbau aus dem 17. Jahrhundert
- zwei Wegekreuze aus dem 18. und 19. Jahrhundert